# 万国律例
万国律例（法語：Le Droit des gens : Principes de la loi naturelle, appliqués à la conduite et aux affaires des Nations et des Souverains）是艾默瑞奇·德·瓦特爾于1758年以法文出版的关于国际法的论文。人们曾发现美国总统乔治·华盛顿有一些逾期未还的從图书馆借來的书籍，其中就有萬國律例。1839年，林则徐在广州查禁鸦片期间，主持眾人將万国律例英译本的一部分翻译為《各国律例》。